# Чижово (Московская область)
Чижо́во — деревня в городском округе Фрязино Московской области. Население — 16 чел. (2024).

## Название
Название связано с некалендарным личным именем Чиж.

## География
Деревня Чижово расположена в восточной части Московской области на Фряновском шоссе Р110, примыкает с востока к городу Фрязино. Высота над уровнем моря 155 м. Рядом с деревней протекает река Любосеевка. Ближайшие населённые пункты — город Фрязино и деревня Ново.

## История
Впервые перечень деревень, расположенных в Боховом Стане, принадлежавших усадьбе Гребнево, упоминается в Списке (копии) Писцовой книги 1584—1586 гг.

Вторично название деревни упоминается в Писцовых книгах 1623 года. На этот раз, наряду с описанием принадлежащих деревне земель, впервые указываются и её жители, хозяева пяти домов:
“деревня Чижева на речке на Любосивке, а в ней крестьяне Ивашка Лукьянов, Оникейко Алексеев, Иевко Микифоров, бобыль Евсейко Лукьянов, бобыль Федька Петров: пашни паханые середние земли двадцать пять четь в поле, а в дву потомуж, сена по речке по Любосивке десять копен”

В XVIII веке в деревне активно развивается ткачество. В 1796—1797 годах ткачеством в деревне занимались крестьяне из семи родов. В документах же за 1797—1799 г.г. говорится:
“В тех селениях состоят шелковыя фабрики, а имянно: в Чижиной, Новой, Трубиной в каждой по 50-ти станов, а Фрязевой на 80 и вырабатывают рабочими людьми в год от хозяев московских купцов шелку разных цветов сортовых до 35000, а Фрязевой до 18000 платков. Доставляются теми ж хозяевами...”

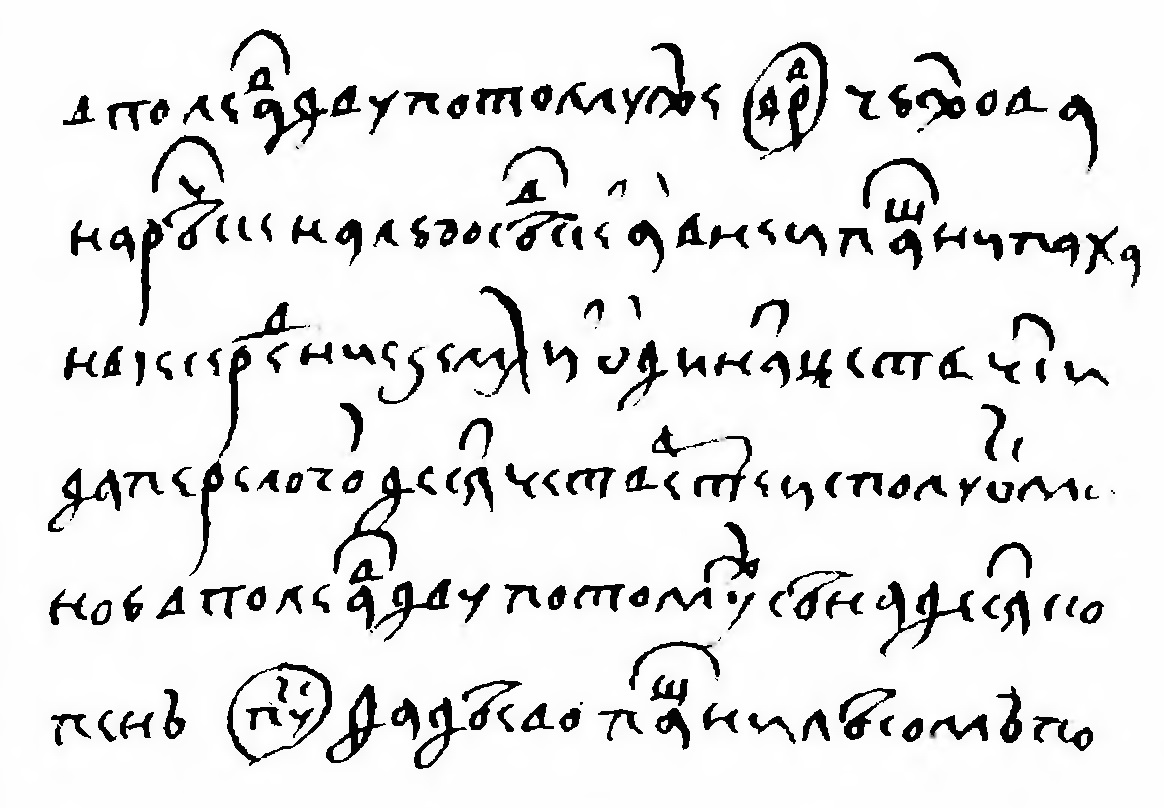
Фрагмент списка писцовой книги 1584—1586 гг., посвященный деревне Чижово

В середине XIX века деревня Чижово относилась ко 2-му стану Богородского уезда Московской губернии и принадлежала коллежскому регистратору Федору Федоровичу Пантелееву. В деревне было 68 дворов, крестьян 272 души мужского пола и 285 душ женского.
В «Списке населённых мест» 1862 года Чижова — владельческая деревня 2-го стана Богородского уезда Московской губернии по правую сторону Хомутовского тракта, в 27 верстах от уездного города и 6 верстах от становой квартиры, при реке Любасеевке, 93 двора и 568 жителей (278 мужчин, 290 женщин).
По данным на 1869 год Чижево — деревня Гребеневской волости 3-го стана Богородского уезда со 120 дворами, 92 деревянными домами, хлебным магазином, 2 лавками, питейным домом и 2 харчевнями и 466 жителями (223 мужчины, 243 женщины), из них 54 грамотных мужчины и 3 женщины. Имелось 19 лошадей, 32 единицы рогатого скота и 8 мелкого, земли было 380 десятины и 1830 саженей, в том числе 182 десятины и 1030 саженей пахотной.
В 1886 году вместе с деревней Фрязино — 174 двора, 1014 жителей, 4 лавки и 3 шелковые фабрики.
В 1913 году — 99 дворов.
По материалам Всесоюзной переписи населения 1926 года Чижово — центр Чижовского сельсовета Щёлковской волости Московского уезда на Стромынском шоссе и в 7 км от станции Щёлково Северной железной дороги, проживало 455 жителей (216 мужчин, 239 женщин), насчитывалось 100 крестьянских хозяйств.
С 1929 года — населённый пункт в составе Щёлковского района Московского округа Московской области.
В 1970-х годах местный колхоз им. Ленина был переведен в Богослово.
Тогда же большую часть застройки деревни занял город Фрязино. Напоминанием об этом служит городская автобусная остановка «Чижово».
В начале 2000-х годов деревня входила в состав Гребневского сельского округа Щёлковского района, затем была передана в административное подчинение городу Фрязино. После образования городского округа Фрязино деревня вошла в его состав.

## Население
| 1926 | 2002 | 2009 | 2010 | 2012 | 2013 | 2014 |
| ---- | ---- | ---- | ---- | ---- | ---- | ---- |
| 455  | ↘43  | ↘25  | ↘12  | ↘10  | ↗13  | ↘10  |
| 2015 | 2016 | 2017 | 2018 | 2019 | 2020 | 2021 |
| ↘4   | ↗5   | ↘4   | →4   | →4   | ↘3   | ↗17  |
| 2023 | 2024 |      |      |      |      |      |
| ↘16  | →16  |      |      |      |      |      |

По переписи 2002 года — 43 человека (20 мужчин, 23 женщины).
Национальный состав
По итогам переписи населения 2020 года проживали следующие национальности:
| Национальность | Численность, чел. | Доля     |
| -------------- | ----------------- | -------- |
| Русские        | 16                | 94,12 %  |
| Азербайджанцы  | 1                 | 5,88 %   |
| Итого          | 17                | 100,00 % |

## Известные уроженцы
В деревне установлен памятник Ивану Ивановичу Иванову — лётчику, первому в Великой Отечественной войне совершившему воздушный таран.